# Kavkaz Center
Kavkaz Center (KC, дослівно «Кавказ центр») — приватний вебсайт, який позиціонує себе як «Чеченське незалежне, міжнародне та ісламське інтернет-агентство». Заявлена місія сайту — розповідати про події в Чечні, а також «постачати міжнародні новинні агентства новинами, додатковими матеріалами та допомогою у підготовці незалежних журналістських репортажів про Кавказ»..
З початку заснування сайту, він підтримував незалежність Чеченської Республіки Ічкерії, а пізніше Кавказького Емірату та муджахедів у всьому світі. Сайт публікує новини чотирма мовами, англійською, арабською, російською, та турецькою, щоправда не всі версії сайту оновлюються однаково часто. Раніше сайт мав також україномовну версію. Її оновлення було припинено на початку липня 2012 року, а влітку 2013 року українську версію прибрали. Щоправда наповнення було збережене під адресою.